# TRE-CTC1-5
TRE-CTC1-5‏ (None) هوَ بروتين يُشَفر بواسطة جين TRE-CTC1-5 في الإنسان.